# Victor Louis Merlin
Pour les articles homonymes, voir Merlin.
Victor Louis Merlin né le 1er juillet 1837 à Lille et mort à Paris le 27 juillet 1892 est un peintre français.

## Biographie
Louis Bernard Victor Merlin est le fils de Louis Clovis Victor Merlin, huissier de justice, et de Rosalie Lucie Marie Stéphanie Deitte.
Il est élève de Léon Cogniet, débute au Salon en 1859 et y expose jusqu'en 1891.
Il meurt célibataire à son domicile parisien de la Rue Franklin le 27 juillet 1892.